# Manitoba
Manitoba este o provincie canadiană localizată în preria din centrul țării, la sud-vest de golful Hudson. Capitala provinciei și cel mai mare oraș este Winnipeg, centru administrativ.
Provincia se întinde pe o suprafață de 647.797 km² și are 1.178.348 de locuitori. Circa 14.5% (sau 64.241 km²) din suprafața provinciei este ocupată de lacuri.
Provincia a aderat la Confederație la 15 iulie 1870.

### Etimologie
Manitoba, în limbile Cree (pr. cri) și Ojibwa, înseamnă „drumul Marelui Spirit”, iar în limba Assiniboine înseamnă „Lacul preriei”.

## Demografie
La recensământul din 2011, Manitoba a avut o populație de 1.208.268, mai mult de jumătate din aceasta trăind în regiunea capitalei Winnipeg, fiind singura provincie canadiană de acest fel . Winnipeg este a opta cea mai mare Zonă Metropolitană a Canadei, având 730.018 de locuitori . Deși colonizarea inițială a provinciei s-a axat în mare parte pe mediul rural, în ultimul secol s-a înregistrat o schimbare către urbanizare. 
Potrivit recensământului din 2006, cea mai mare parte a populației este de origine europeană, la care se adaugă 15,96% care reprezintă triburile amerindiene, incluzând metișii (al căror număr crește repede). Doar o cincime din cei intervievați s-au declarat "canadieni" . 95% dintre ei vorbesc engleza, iar restul franceza.
Potrivit recensământului din 2001, 27% din locuitori sunt catolici, 24% sunt protestanți, 1,2% sunt evrei, 18,3% practică independent o credință, 0,4% sunt tengriiști, iar restul practică credințe asiatice păgâne.
| Oraș                     | 2011    | 2006    |
| ------------------------ | ------- | ------- |
| Winnipeg                 | 663.617 | 633.451 |
| Brandon                  | 46.061  | 41.511  |
| Steinbach                | 13.524  | 11.066  |
| Portage la Prairie       | 12.996  | 12.728  |
| Thompson                 | 12.829  | 13.446  |
| Winkler                  | 10.670  | 9.106   |
| Selkirk                  | 9.834   | 9.515   |
| Dauphin                  | 8.251   | 7.906   |
| Morden                   | 7.812   | 6.571   |
| Sursă: Statistics Canada |         |         |

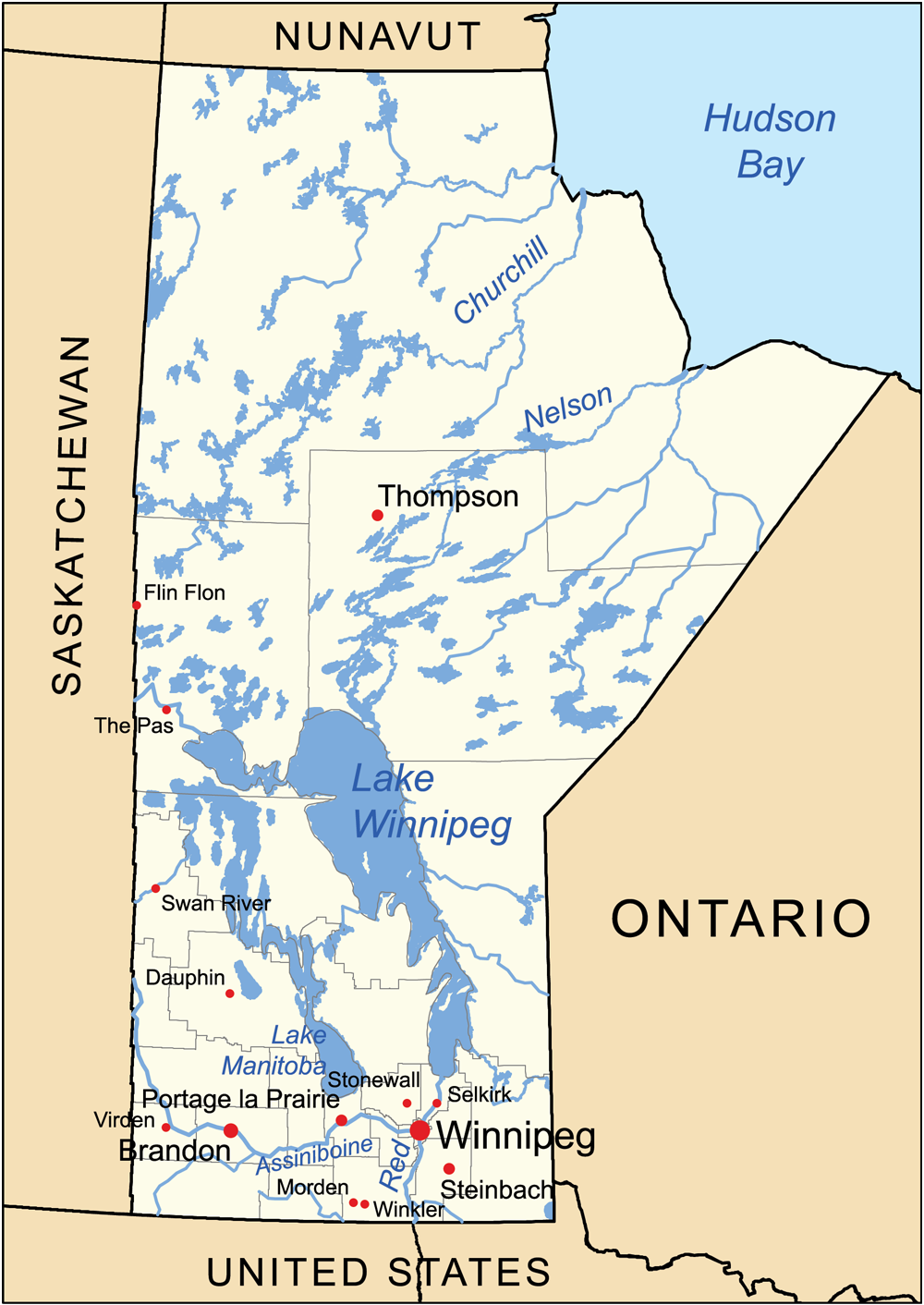
Locația principalelor orașe din Manitoba

Evoluția populației Manitobei începând cu 1871
| An   | Populație | Modificarea % 5 ani | Modificarea % 10 ani | Locul între provincii |
| ---- | --------- | ------------------- | -------------------- | --------------------- |
| 1871 | 25.228    | n/a                 | n/a                  | 6                     |
| 1881 | 62.260    | n/a                 | 146,8                | 6                     |
| 1891 | 152.506   | n/a                 | 145                  | 5                     |
| 1901 | 255.211   | n/a                 | 67,3                 | 5                     |
| 1911 | 461.394   | n/a                 | 80,8                 | 5                     |
| 1921 | 610.118   | n/a                 | 32,2                 | 4                     |
| 1931 | 700.139   | n/a                 | 14,8                 | 5                     |
| 1941 | 729.744   | n/a                 | 4,2                  | 6                     |
| 1951 | 776.541   | n/a                 | 6,4                  | 6                     |
| 1956 | 850.040   | 9,5                 | n/a                  | 6                     |
| 1961 | 921.686   | 8,4                 | 18,7                 | 6                     |
| 1966 | 963,066   | 4,5                 | 13,3                 | 5                     |
| 1971 | 988.245   | 2,3                 | 7,2                  | 5                     |
| 1976 | 1.021.505 | 3,4                 | 6,1                  | 5                     |
| 1981 | 1,026,241 | 0,4                 | 3,8                  | 5                     |
| 1986 | 1.063.015 | 3,6                 | 4,1                  | 5                     |
| 1991 | 1.091.942 | 2,7                 | 6,4                  | 5                     |
| 1996 | 1.113.898 | 2,0                 | 4,8                  | 5                     |
| 2001 | 1.119.583 | 0,5                 | 2,5                  | 5                     |
| 2006 | 1.148.401 | 2,6                 | 3,1                  | 5                     |
| 2011 | 1.208.268 | 5,2                 | 7,9                  | 5                     |